# Memoria (hudební skupina)
Memoria je česká rocková skupina, která za dobu svého působení přešla ze syrového doom metalu až po moderní rockovou hudbu s prvky violy, kláves a dominujícím ženským zpěvem.

## Historie
V červnu 1998 vznikla kapela pod názvem Mystery, zakládajícími členy byli zpěvák Honza Šoc, kytaristé Rostislav Skácel a Filip Chudý, posledními členy flétnistka Hanka Ryšková a bubeník Michal Hajda. Sestava nahrála první demo s názvem Desire o rok později, poté dochází k personálním změnám, které kapelu často stíhaly.
V březnu 2001 vydala kapela pod lablem Leviathan Records své první album „Children of the Doom“, které se neslo zcela v duchu doom metalu. Dochází také ke změně hlasového projevu, odešlého zpěváka vystřídala talentovaná zpěvačka Andrea Baslová.
Konec roku 2002 se uskutečnil přechod k brněnskému labelu Redblack, který symbolicky znamenal i přerod stylu k modernějšímu pojetí rockové muziky. Album „The Timelessness“ bylo nahráno ve studiu Miloše Dodo Doležala v jeho studiu Hacienda.
V roce 2008 vyšlo nové hudební album pod názvem „Ambivalent Ecstasy“ u labelu X Production. Kapela album propagovala na koncertech, roku 2010 odchází zpěvačka Andrea Baslová. Novým hlasem Memorie se stala mladá zpěvačka Gabriela Gunčíková.  S kapelou ale nezpívala dlouho, protože odešla do soutěže Česko Slovensko hledá SuperStar a pak se věnovala hudbě profesionálně. Po Gábině přišla do kapely poslední zpěvačka a pozdější vítězka Hlasu Česko Slovenska Lenka Hrůzová.
Kapela v roce 2025 obnovila činnost a začal opět koncertovat.

## Diskografie
- Desire (1999, demo)
- CD Children of the Doom (2001, Leviathan Rec.)
- CD The Timelessness (2003, Redblack)
- CD Ambivalent Ecstasy (2008, Redblack)